# Cabuérniga
Cabuérniga è un comune spagnolo di 1 093 abitanti situato nella comunità autonoma della Cantabria, comarca di Saja-Nansa.  Nel centro dell'ampia valle del fiume Saja, contornato da alte montagne è nodo di vie di comunicazione e dista 50 km da Santander. È formato da nove piccoli borghi, il principale dei quali è Carmona, dichiarato Bien de intéres histórico-artístico, buon esempio di architettura rurale montanara formato da un gruppo di case rimaste inalterate nel tempo.
L'attività economica è incentrata nell'agricoltura e soprattutto nell'allevamento del bestiame bovino che, durante l'inverno è stabulario e nell'estate è al pascolo in montagna. Negli ultimi anni sia la lavorazione dei campi che l'allevamento del bestiame hanno tenuto conto dei mezzi e della tecnica più aggiornata in modo da migliorarne la produttività e frenare l'emigrazione dei giovani verso altre regioni. All'inizio dell'autunno le mandrie scendono a valle dando luogo alla pasà, sfilata per il paese e occasione di festa. Sono queste delle feste tradizionali del comune dove si è molto attenti alla conservazione delle tradizioni e delle proprie radici storiche. Rinomato è anche l'artigianato per la lavorazione del legno che fa parte anch'esso della tradizione locale.

## Storia
In Cantabria la presenza umana, favorita dalla natura del terreno calcareo con molte grotte e caverne, si fa risalire al paleolitico e i primi insediamenti stabili si ebbero in seguito all'invasione di popoli celti dall'Europa Centrale dotati di cultura superiore che si fusero con i primi abitanti della regione dando luogo alle fiere tribù cantabriche che per lungo tempo osteggiarono la dominazione romana che si instaurò definitivamente nel periodo di Augusto. I Visigoti, che si erano accordati con Roma, si installarono in Francia e qui si convertirono al Cristianesimo. Cacciati dalla Francia, vennero in Spagna dove formarono un regno con capitale Toledo con l'intenzione di occupare tutta la Spagna.
Fino al VI secolo i Cantabri avevano vissuto indipendenti, con le loro religioni pagane finché il re visigoto Leovigildo volle conquistare tutta la Spagna e, pur incontrando molta resistenza, sottomise la Cantabria e iniziò così la Cristianizzazione di questa regione. Durante il regno di Ervigno I negli anni 680-687 si costituì il Ducato di Cantabria retto da un dux (duca). Non essendo riusciti a fermare l'invasione musulmana del 711 che, fra l'altro, avevano favorito a causa di loro discordie interne, i Visigoti furono costretti a stabilirsi al Nord da dove cominciarono a combattere gli Arabi che furono fermati al Duero. Il duca Pedro fu un personaggio di spicco nella lotta contro i Musulmani e continuò la cristianizzazione della Cantabria. Fu questa l'epoca del nascere dei grandi e potenti monasteri e dell'influenza esercitata dalla Chiesa anche sulla vita civile. Fu anche l'epoca in cui nacquero le grandi monarchie spagnole e la Cantabria fu soggetta al regno di Castiglia.
Fermati i Musulmani al Duero si provvide a far emigrare gli abitanti di quella valle in Castiglia e in Cantabria dove si effettuò una ripopolazione e nacquero i primi centri che dipesero direttamente dal re che li amministrava con suoi governatori sovraintendenti a una o più province, lasciando però una forma di autogoverno amministrativo ai Consigli e agli alcaldes (sindaci) designati dal popolo. Il re per ricompensare servizi prestatigli o per la partecipazione alla lotta contro gli Arabi, assegnò a dignitari della sua corte il potere, e anche a volte il possesso, trasmissibili ai loro discendenti. Nacquero così le signorie. Le località della costa e delle valli, comprese quelle della Valle di Cabuerniga, che appartenevano alla Merindad de las Asturias de Santillana si trovarono così soggette alla famiglia dei Vega-Mendoza che si comportò presto in modo dittatoriale spegnendo ogni possibilità di autogoverno delle popolazioni. Gli alcaldes della merindad si recarono nel 1444 dal re con una petizione perché ricostituisse il realengo cioè il governo del re come per il passato, ma Giovanni II confermò definitivamente il diritto della famiglia Vega-Mendoza sulle valli delle Asturias de Santillana e nominò Íñigo López de Mendoza marchese di Santillana.
I Consigli delle valli non si rassegnarono e adirono anche alle vie legali iniziando il cosiddetto Pleito de las nueve Valles (processo delle nove valli) che si protrasse a lungo e si concluse nel 1581 con il riconoscimento delle ragioni delle valli e la ricostituzione del realengo. Ciò portò alla nascita della provincia delle nove valli, che poi con gli altri distretti formò la provincia di Cantabria nei limiti attuali, riconfermata nel 1779 dal re Carlo III. In questo anno si formò anche la Real Valle de Cabuerniga che riunì i paesi che formarono poi il comune attuale. Infine nel 1822, ad eccezione dei nuclei di Carmona e Valle che si aggregarono nel 1835, le località della valle furono riunite nel comune di Cabuerniga.

## Monumenti e luoghi d'interesse
Iglesia Parroquial de Carmona del XVI secolo, le Ermitas de San Antonio entrambe dei secoli XVII-XVIII, Palacio de Téraum del XVII secolo, Palacio de Mier del XVII secolo, Collada de Carmona', con un mirador da dove si può ammirare la valle e le montagne che la circondano per cui è opportunamente attrezzato.
Reserva del Saya, la fauna e la flora della valle sono preservate da questa riserva all'interno della quale si trovano anche imponenti alberi centenari di castagno e di quercia.

## Feste
Il 29 giugno Feria del ganado (fiera del bestiame d'allevamento) di San Pedro nel paese di Valle, il 16 luglio El Carmen a Sojaña, il 5 agosto La Campaná con sfilata di bestiame bovino fra Reneda e Scopeña, il 24 agosto San Roque a Carmona, il 1º ottobre San Vicente a Salores, il 10 novembre Feira del ganado a Valle che si ripete il 15 gennaio, l'ultimo sabato di settembre Parà de Carmona in cui le mandrie di bovini al ritorno dal pascolo sfilano con fiocchi e gale per il paese e si fa festa.